# Sisymbriopsis schugnana
Sisymbriopsis schugnana är en korsblommig växtart som beskrevs av Viktor Petrovitj Botjantsev och Nikolai Nikolaievich Tzvelev. Sisymbriopsis schugnana ingår i släktet Sisymbriopsis och familjen korsblommiga växter. Inga underarter finns listade i Catalogue of Life.